# Kees Korbijn
Kees Korbijn (Rotterdam, 4 september 1926 - aldaar 9 oktober 2012) was een Rotterdamse zanger van zeemans- en volksliederen en zelfgeschreven maatschappijkritisch materiaal.

## Biografie
Korbijn werd in 1926 geboren in de Rotterdamse volkswijk Bloemhof. Op zeer jonge leeftijd kreeg hij het verlangen om zanger te worden nadat hij drie mannen met een gitaar op straat had zien optreden. Op 18-jarige leeftijd, zong hij zijn eerste gage bijeen in de hongerwinter van 1945, in de vorm van enkele boterhammen met stroop. Daarna zong hij voornamelijk in de plaatselijke kroegen zoals De Michiel Bar. Samen met de bekende volkszanger Johnny Hoes nam hij enkele producties op. Zijn bekendste lied was zijn versie van Ketelbinkie (1965) dat hij opnieuw uitbracht onder de naam van Sinbad de Zeeman in 1968 en in 1979 weer onder eigen naam.
Landelijk bekendheid kreeg hij met 't Asoosjale Orkest. Met deze band trad hij in de jaren zeventig op met een repertoire aan maatschappijkritische liederen. Hun optreden werd uitgezonden door diverse landelijke omroeporganisaties, zoals de VARA, de AVRO en de NCRV. In die tijd 'solliciteerde' hij als werkloze directeur van het Asoosjale Orkest naar de baan van burgemeester van Den Haag.
De laatste jaren van zijn leven was hij nog wekelijks te horen in het programma Archief Rijnmond  op Radio Rijnmond met onder meer een lied over actuele kwesties, getiteld Blik op de Weg(gevlogen week). Ook bleef hij optreden in onder andere bejaardentehuizen.
Als liedjesschrijver heeft hij het meeste succes gehad met werk voor zangeres Helga (Annie de Cocq), zoals Niemand heeft je ooit gezien en Vlammetjes (in Vlaanderen uitgebracht door Guido Belcanto in 1990).
Korbijn was gehuwd met Truus van Tol (1928-2019). Als duo hebben ze plaatopnames gemaakt. Ook heeft Kees onder het pseudoniem Jef Somers covers opgenomen met Jenny Roos. Hij overleed in oktober 2012 op 86-jarige leeftijd in tuindorp Vreewijk.

## Discografie
1958
- Zilver en goud/Een handvol zand (Fontana TF 266 030)
- EP Zeemansliedjes 5: Liedje van Katendrecht - Een oude bierfles / Onze jantjes - Zilveren meeuwen (Philips PE 422 193)
- EP Zeemansliedjes 6: In 'n café aan de haven - Een matroos / Ik kom bij jou terug - Heimwee (Philips PE 422 194)

1965
- Ketelbinkie / Ben je in Rotterdam geboren... (Telstar 1197)
- EP 4 Populaire Nederlandse liedjes: Sophietje - Als ik de golven aan het strand / Elke dag denk ik aan zondag - Vanavond om 6.15 ben ik vrij (Fono Disc FD 1116) onder de naam Jef Somers
- EP Vier bekende Nederlandse liedjes: Dat is het einde - Hand in hand kameraden / Wie heeft de sleutel van de jukebos - Vlooiencircus (Fono Disc FD 1117)
- EP Liedjes met herinneringen: Oma's lievelingen - Weet je nog wel die avond in de regen / Moeder hoe kan ik je danken - De kleine man (Fono Disc FD 1118)
- EP Glaasje op laat je rijden - De olieman / We gaan naar Zandvoort - De wonderen zijn de wereld niet uit (Fono Disc FD 1119)
- EP Liedjes met herinneringen: Moeder ik kan je niet missen - Toch ben ik dol op jou / Zilv're draden tussen 't goud - Weet je nog wel oudje (Fono Disc FD 1121)
- EP 4 Populaire Nederlandse liedjes: Dans je de hele nacht met mij - Schommelstoel / Corsica d'amore - Een moederhart een gouden hart (Fono Disc FD 1130)

1966
- Costa Brava / Ga op tijd (Delta DS 1177) (met de Vrolijke Vacantiegangers)
- Dat hebben de kaboutertjes gedaan / Ik wou dat ik naar huis toe wou (Delta DS 1201)
- De tien geboden / De pantoffelheld (CNR UH 9853) (als "Willem O.P. Schepper")
- Moeder ga voor je dochter staan / Kijk nou es wie er binnen komt (Funckler DD 42 805) (als "Johnny van Dijk")
- 'n Ouderwetse wals / Als jij mij verwent (Omega 35 757)

1967
- Onze jongens op de schaatsen / Sport op z'n tijd (Delta DS 1220)

1968
- Ketelbinkie / Zeeman (Omega 35 847) (als "Sinbad de Zeeman")

1971
- Ard die heeft de wereldcup / Heya, Ard Schenk (Kritos 11 002) (Wendy Dale, Kees Korbijn, koor en orkest De Goldstars)
- Ard die heeft de wereldcup / Heya, Ard Schenk (Kritos 11 003) (zonder Wendy Dale)

1974
- Zonder broek en zonder hemd / In mijn caravan (CNR 141 263) (als Adam Kippevel)
- Zonder broek zonder hemd / In mijn karavaan (EMI Columbia 4C 006-23468) (met De Gebroeders Naaktgeboren)

1979
- Ketelbinkie / Ben je in Rotterdam geboren (Telstar 2348)

1983
- Ik dronk en vergat / Alleen in de kroeg (Non 192)

1985
- Johnny Walker / '45 (Non 5005)